# Liste der Important Bird Areas in Haiti
Die Liste der Important Bird Areas in Haiti umfasst von BirdLife International identifizierte Important Bird Areas (IBAs) in der Republik Haiti.
Important Bird Areas (englisch für „bedeutende Vogelgebiete“) sind nicht per se unter gesetzlichen Schutz gestellt. Sie werden jedoch international nach einheitlichen Kriterien identifiziert und stellen Vorschlagslisten für Vogelschutzgebiete dar. In Haiti werden Stand Juli 2023 insgesamt zehn Important Bird Areas gelistet, die eine Gesamtfläche von 311,56 km² aufweisen.
Die Republik Haiti ist zudem Teil einer Endemic Bird Area, die die gesamte Insel Hispaniola umfasst.

## Liste
| Name                       | Fläche [ha] | Koordinaten                      | Beschreibung | Bild                                                                          |
| -------------------------- | ----------- | -------------------------------- | --- | ----------------------------------------------------------------------------- |
| Aux Becs-Croisés           | 2.453       | 18°22'17.0"N 74°01'13.1"W        | Das Gebiet liegt auf 1850 m im Nationalpark Macaya und Biosphärenreservat La Hotte südöstlich des Pic Macaya sowie südlich an den Fluss Ravine du Sud und nordöstlich an die Important Bird Area Bois Musicien angrenzend.                                                                    | Bild gesucht BW                                                               |
| Aux Cornichons             | 629         | 18° 20′ 24″ N, 72° 16′ 26.4″ W   | Das Gebiet liegt zwischen etwa 1000 m und 1870 m Höhe im Massif de la Selle innerhalb des Nationalparks La Visite, südwestlich des Morne du Cibao, dem dritthöchsten Berg Haitis. Es wird vom Rivière Blanche durchquert. Mindestens 18 auf Hispaniola endemische Vogelarten kommen hier vor. | Bild gesucht BW                                                               |
| Aux Diablotins             | 1.980       | 18° 21′ 18″ N, 72° 15′ 46.8″ W   | Das Gebiet erstreckt sich in einem schmalen Band vom Morne d'Enfer im Westen über den Morne du Cibao zum Morne Kaderneau im Osten durch den Nationalpark La Visite. | Am Morne d'Enfer                                                              |
| Bois Musicien              | 1.061       | 18° 20′ 27.6″ N, 74° 2′ 24″ W    | Das Gebiet befindet sich im Südwesten des Nationalparks La Visite im Massif de la Hotte südwestlich an die Important Bird Area Aux Becs-Croisés angrenzend. | Bild gesucht BW                                                               |
| Citadelle – Grottes Dondon | 9.300       | 19° 35′ 31.2″ N, 72° 14′ 16.8″ W | Das Gebiet liegt südwestlich von Milot im Département Nord innerhalb des Parc National Naturel Historique Citadelle Sans Souci Ramiers. An der Südspitze befindet sich die Zitadelle La Ferrière. Die zerklüftete Karstlandschaft bietet zahlreichen Vogelarten einen Zufluchtsort.           | Blick von der Zitadelle La Ferrière nach Norden durch die Important Bird Area |
| Coquillage – Pointe Est    | 712         | 19° 59′ 49.2″ N, 72° 39′ 21.6″ W | Das Küstengebiet liegt am Südostende der Île de la Tortue (Tortuga). | Bild gesucht BW                                                               |
| Lac Azuéi                  | 13.241      | 18° 34′ 12″ N, 71° 59′ 24″ W     | Der Brackwassersee an der Grenze zur Dominikanischen Republik wird auch Étang Saumâtre genannt und ist der größte See Haitis. | weitere Bilder                                                                |
| Lagon aux Boeufs           | 701         | 19° 40′ 22.8″ N, 71° 46′ 55.2″ W | Der Brackwassersee liegt östlich von Fort-Liberté. | Bild gesucht BW                                                               |
| Les Grottes                | 79          | 20° 1′ 40.8″ N, 72° 40′ 44.4″ W  | Das Gebiet liegt im Osten der Île de la Tortue (Tortuga) und erstreckt sich entlang der dortigen Kalksteinklippen. Es finden sich mehr als 40 Vogelarten, darunter auf der Insel endemische Unterarten des Dickschnabelvireos, Zuckervogels und Rotsteiß-Gimpelfinks.                         | Bild gesucht BW                                                               |
| Trou Caïman                | 1.000       | 18° 38′ 34.8″ N, 72° 8′ 38.4″ W  | Ein See mit umliegendem Sumpfland, der sich etwa 20 km nordöstlich der Hauptstadt Port-au-Prince in der Ebene Cul de Sac befindet. Zahlreiche auf Hispaniola endemische Arten sowie Kubaflamingos und verschiedene Zugvögel suchen das Gebiet auf.                                            | weitere Bilder                                                                |